# Tijuana
Tijuana – miasto w północno-zachodnim Meksyku, w stanie Kalifornia Dolna, leżące przy granicy z USA, w pobliżu San Diego, i w pobliżu wybrzeża Pacyfiku, które od centrum miasta dzieli odległość około 10 km.
Miasto w 2010 roku liczyło ponad 1,3 mln mieszkańców. Tijuana jest siedzibą władz gminy o tej samej nazwie. Jest to położone najdalej na północ duże miasto meksykańskie oraz najdalej na zachód miasto Ameryki Łacińskiej. Z racji takiego położenia Tijuana bywa nazywana „narożnikiem Ameryki Łacińskiej” lub „bramą Meksyku”.
W mieście rozwinął się przemysł spożywczy, chemiczny oraz metalowy.
W Tijuanie znajdują się dwa przejścia graniczne:
- z San Ysidro (stanowiącym niemunicypalną część Hrabstwa San Diego; charakteryzuje się ono największym ruchem ze wszystkich przejść na granicy meksykańsko-amerykańskiej),
- z Otay (we wschodniej części miasta).

## Miasta partnerskie
- San Diego, Stany Zjednoczone
- Caldwell, Stany Zjednoczone
- Chula Vista, Stany Zjednoczone
- Laredo, Stany Zjednoczone
- Hawana, Kuba
- Pekin, Chińska Republika Ludowa
- Słubice, Polska
- Saragossa, Hiszpania
- Pusan, Korea Południowa
- Mazatlán, Meksyk
- El Grullo, Meksyk
- Rosarito, Meksyk
- La Paz, Meksyk
- Cancún, Meksyk
- Colima, Meksyk
- Santiago Tianguistenco, Meksyk
- Tepic, Meksyk
- Ciudad Juárez, Meksyk
- Nuevo Laredo, Meksyk

## Odniesienia w kulturze
- W 1998 roku Manu Chao, muzyk hiszpański, poświęcił miastu piosenkę Welcome to Tijuana, która ukazała się na albumie Clandestino.
- Wątek dotyczący miasta pojawia się w piosence Taco Hemingwaya i Kizo Tijuana.